# Кирилл (Билан)
Епи́скоп Кири́лл (в миру Анатолий Васильевич Билан, укр. Анатолій Васильович Білан; род. 15 мая 1975, Жуковцы, Киевская область) — архиерей Украинской православной церкви,  епископ Бышевский, викарий Киевской епархии (с 2020 года).

## Биография
В 1992 году окончил Трипольскую среднюю общеобразовательную школу.
В сентябре 1993 года поступил в Киевскую духовную семинарию, которую окончил в 1997 году.
27 марта 1997 года в храме в честь природного Феодосия Печерского в Дальних пещерах Киево-Печерской лавры архимандритом Митрофаном (Юрчуком) принял монашеский постриг с именем Кирилл в честь святителя Кирилла Иерусалимского. 12 апреля 1997 года в Крестовоздвиженском храме Киево-Печерской лавры митрополитом Киевским и всея Украины Владимиром (Сабоданом) рукоположен в сан иеродиакона, 13 апреля 1997 года в Трапезном храме Киево-Печерской Лавры митрополитом Киевским и всея Украины Владимиром (Сабоданом) рукопложен в сан иеромонаха. Был направлен настоятелем Николаевского храма в село Фасова Макаровского района Киевской епархии.
4 декабря 1997 года награжден наперсным крестом. В 1999 году митрополитом Владимиром (Сабоданом) ко Дню Святой Пасхи, возведен в сан игумена. В 2000 году, ко Дню Святой Пасхи, награждён крестом с украшениями.
С 2002 года исполняющий обязанности, а с 2004 по 2020 годы, благочинный Макаровского округа. Также был управляющим Макаровского паломнического отдела благочиния, депутатом Макаровского районного совета, членом постоянной комиссии по благотворительности Макаровского районного совета, членом комиссии по благотворительности Макаровского и Бышевского благочиний.
С 2000 по 2004 год учился на заочном отделении Киевской духовной академии. Защитил дипломную работу на тему: «Трапеза и быт средневекового монастыря на Руси». С 2004 по 2006 год учился в Ужгородской богословской академии.
В 2006 года ко Дню Святой Пасхи митрополитом Владимиром (Сабоданом) возведен в сан архимандрита. В 2010 года удостоен права служения с открытыми царскими вратами к «Отче наш». В 2016 году ко дню Святой Пасхи Блаженнейшим Митрополитом Киевским и всея Украины Онуфрием награжден вторым крестом с украшениями.
27 октября 2015 года в селе Фасова на месте Никольского прихода и храма в честь иконы Божией Матери «Услышательница» был образован женский монастырь в честь иконы Божией Матери «Услышательница», чьим основателем стал архимандрит Кирилл.

### Архиерейство
18 марта 2020 года, решением Священного Синода Украинской Православной Церкви избран епископом Бышевским, викарием Киевской митрополии.
20 марта 2020 года в Свято-Троицком Крестовом-домовом храме при резиденции Предстоятеля УПЦ в Свято-Пантелеимоновском женском монастыре в Феофании в Киеве состоялось его наречение.
29 марта того же года в Свято-Троицком Крестовом домовом храме в Свято-Пантелеимоновском женском монастыре в Феофании в Киеве состоялась архиерейская хиротония, которую возглавил Митрополит Киевский и всея Украины Онуфрий.